# Michèle Rubirola
Michèle Rubirola (sinh ngày 28 tháng 7 năm 1956) là bác sĩ, nhà chính trị người Pháp. Trước đây, bà từng giữ chức vụ làm Thị trưởng thành phố Marseille từ ngày 4 tháng 7 năm 2020 đến ngày 21 tháng 12 năm 2020.